# 浪速區
浪速區（日语：／ Naniwa ku */?）是日本大阪府大阪市24區的其中之一，位於木津川以東，道頓堀川以南；面積僅4.39平方公里，為全日本政令指定都市轄下面積最小的行政區。

## 歷史
由於位於上町台地西側靠海的區域，過去曾被稱為「難波江」和「難波潟」，屬於大和川與淀川兩條河川的出海口，淤積的泥沙在此產生了大量的淺灘和沙洲。鎌倉時代在這裡開始出現今宮、木津漁村聚落，江戶時代後由於大阪的發展，成為物資集散的區域。
現在的浪速區轄區在江戶時代屬於大坂三郷和西成郡的幕府直屬領地，1889年實施町村制後，分屬西濱町、難波村、木津村、今宮村四個行政區劃；1897年難波村、西濱町、木津村的部分區域和今宮村的部分區域一同被併入大阪市南區，1925年這些區域又從南區分出設立為浪速區，「浪速」之名稱則取自此地的古地名。1943年浪速區又與南區、西區、天王寺區、西成區之間稍微調整區界，此後浪速區的轄區範圍便固定至今。

## 交通

### 鐵路
西日本旅客鐵道
- 大阪環狀線：蘆原橋站 - 今宮站 - 新今宮站
- 關西本線（ 大和路線）：JR難波站 - 今宮站 - 新今宮站

南海電氣鐵道
- 南海本線：今宮戎站
- 高野線（汐見橋線）：汐見橋站 - 蘆原町站

阪神電氣鐵道
- 阪神難波線：櫻川站

大阪市高速電氣軌道（大阪地下鐵）
- 御堂筋線：大國町站
- 四橋線：大國町站 - 難波站
- 千日前線：櫻川站
- 堺筋線：惠美須町站

阪堺電氣軌道
- 阪堺線：惠美須町停留場

## 觀光資源

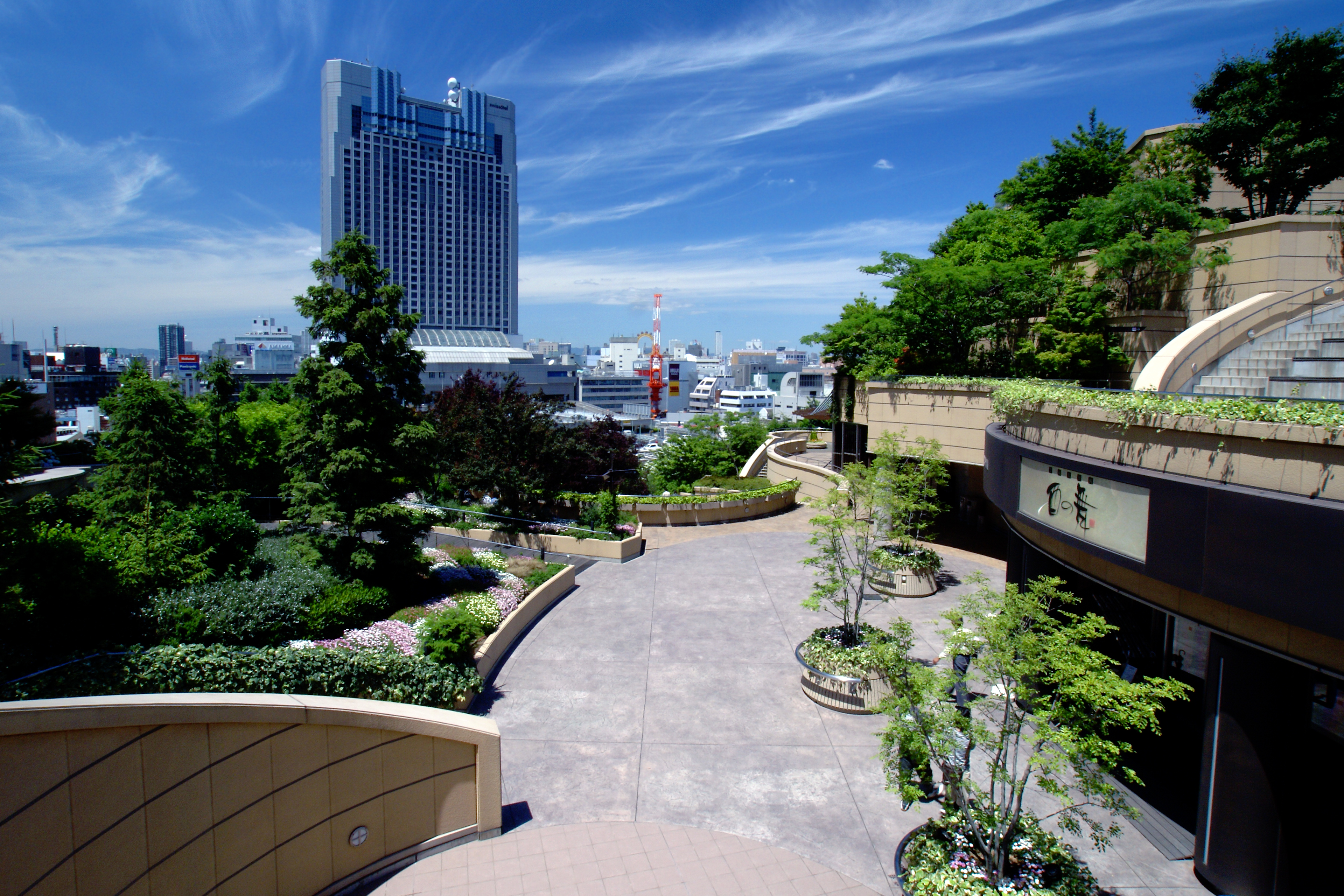
難波公園（日语：なんばパークス）
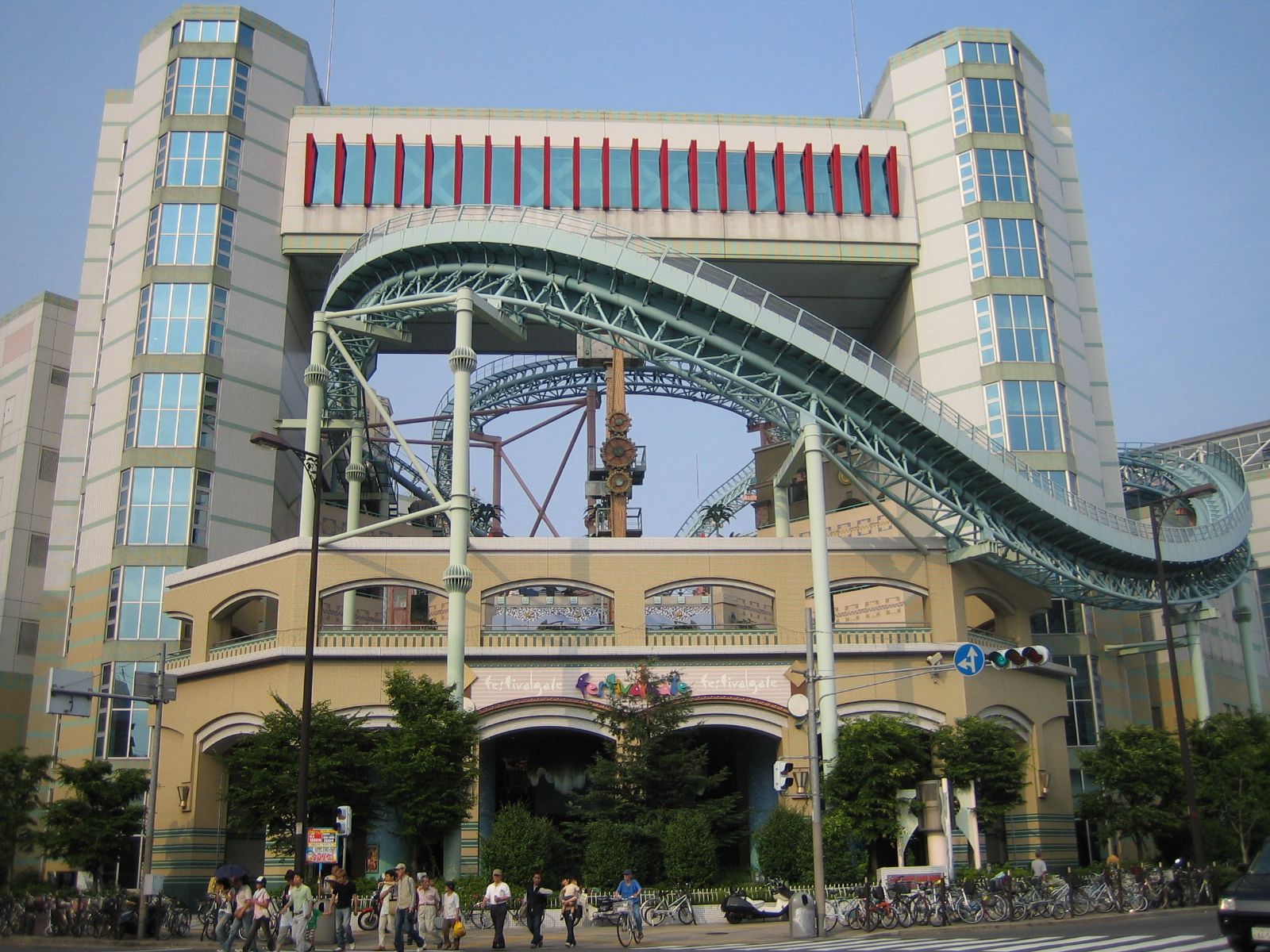
盛節門遊樂園

- Winds難波（日语：ウインズ難波）
- 湊町停車區
  - 難波Hatch
- 浪速神社（日语：浪速神社）
- 難波八阪神社
- 今宮戎神社（日语：今宮戎神社）
- 願泉寺（日语：願泉寺 (大阪市)）
- 新世界
  - 通天閣
  - 锵锵商店街（日语：ジャンジャン横丁）
  - 世界大溫泉（日语：スパワールド）
- 日本橋電氣街（日语：でんでんタウン）
- 木津卸売市場
- Zepp
- 大阪府立体育会館
- 大阪市立浪速図書館
- 大阪人権博物館

- 難波公園
- 盛節門遊樂園

## 本地出身之名人
- 高橋和巳：小說家
- 濱田雅功：搞笑藝人

## 外部連結
- （日語） 浪速區公所的Facebook專頁